# 福原進
福原 進（ふくはら すすむ、1941年 - 2020年2月6日）は、茨城県生まれの日本の映画監督。日本映画監督協会会員。

## 略歴
1941年に茨城県で生まれる。1964年に中央大学法学部法律学科を卒業したのち、1969年にコマーシャルフィルムで監督デビューとともにフリー、数多くのCMを演出した。
1980年、日本テレビ・木曜スペシャル「大英博物館・三部作」を手がけたのを皮切りに、テレビ番組、博覧会映像を手がける。主な作品に、「ボストン美術館物語」（NTV創立30周年記念番組・ギャラクシー賞）、「正倉院・シルクロードの終着駅」（NTV創立40周年記念番組）、「潜入・クレムリン宮殿」、筑波EXPO85、住友館「大地の詩」瀬戸内博88、日本ハム館「ライン不思議な冒険」横浜未来博、日産館「Run for The Sun」がある。
1990年代から教育文化映画も手がけ、1995年「手を出さない!ぜったいに!」、2003年「和楽器に挑戦」で、教育映画祭・最優秀賞・文部大臣賞を受賞。2005年「STOP/HIV・AIdS」で、最後となった日本産業映画ビデオコンクールで大賞を受賞する。
2001年には劇映画初監督作品「いのちの海」を、2005年に「少年と星と自転車」を監督。両作品はモントリオール世界映画祭の正式招待作品となる。2010年には日本国憲法を題材としたドキュメンタリー映画「太陽と月と〜私たちの憲法の人々の情熱〜」を監督した。
コマーシャル演出家だった時に東宝で作った短編映画「ハロー・フィンガー5」はいまだに根強い人気がある。
2004年から、帝京平成大学で映像関係学科の講師を勤めている。
2020年2月6日、脳出血のため死去。